# Janusz Skowron (plastyk)
Janusz Skowron (ur. 1958 w Kolbuszowej) – polski rysownik, malarz i grafik, promotor kultury i sztuki polskiej.

## Życiorys
W 1976 ukończył Liceum Ogólnokształcące w Kolbuszowej. Studiował w Instytucie Wychowania Artystycznego Uniwersytetu im. Marii Curie-Skłodowskiej w Lublinie. Dyplom uzyskał w pracowni litografii u prof. Danuty Kołwzan-Nowickiej (1983). Współzałożyciel lubelskiej „Galerii KONT” (1978). Artysta pedagog w Starachowicach (1981–1989). Od 1989 mieszka w Stanach Zjednoczonych. Członek ZPAMiG, międzynarodowej multimedialnej grupy Emotionalism i The Polish Institute of Arts and Sciences of America (PIASA). Artysta nowojorskiej New Century Artists Gallery.
Jego prace pokazywano na ponad stu wystawach indywidualnych i zbiorowych w kraju i za granicą (Polska, USA, Francja, Niemcy, Węgry, Chiny, Korea). W Stanach Zjednoczonych wielokrotnie komisarz wystaw i promotor sztuki polskiej. Nowojorski tygodnik „Kurier Plus” od kilku lat zamieszcza jego ilustracje.

## Życie prywatne
Żonaty z Anną, poetką. Jest ojcem Artura (zm. 2022) i Miłosza.

## Odznaczenia i nagrody
W 2014 otrzymał nagrodę „Ignacy Paderewski Art and Music Medal” przyznaną przez Instytut Józefa Piłsudskiego w Ameryce.
24 września 2014 w Konsulacie Generalnym RP w Nowym Jorku prezydent Bronisław Komorowski wręczył Skowronowi za wybitne zasługi w działalności na rzecz zachowania dziedzictwa narodowego Polski Krzyż Kawalerski Orderu Zasługi Rzeczypospolitej Polskiej.
W 2022 decyzją rady miejskiej otrzymał tytuł „Zasłużony dla Miasta i Gminy Kolbuszowa”.